# Walk the Moon
Walk the Moon er et Indie-rock-band fra USA.
Bandet består af Nicholas Petricca, Kevin Ray, Sean Waugaman og Eli Maiman, som alle er fra Ohio. Forsanger Nicholas Petricca startede bandet i 2008 og gennemgik flere bandmedlemmer, før han endelig fandt sammen med de nuværende medlemmer, bandet blev samlet omkring 2010. Bandets navn er inspireret af sangen "Walking on the Moon" af The Police. I november 2010, udgav bandet uafhængigt deres debutalbum I Want! I Want!. I februar 2011 underskrev Walk The Moon en kontrakt med Mick Management. De underskrev en kontrakt med RCA Records og udgav deres første officielle album, Walk the Moon i juni 2012. Deres selvbetitlede debutalbum er komponeret med mange genindspilninger af sangene fra I Want! I Want!.

## Medlemmer
- Nicholas Petricca: vokal, synthesizer
- Kevin Ray: bass
- Sean Waugaman: trommer, harmonika
- Eli Maiman: guitar

## Diskografi
- I Want! I Want! (2010, selvudgivet)
- Walk the Moon (2012)
- Talking Is Hard (2014)
- What If Nothing (2017)
- Heights (2021)